# 哈爾多阿布村
哈爾多阿布村（波斯語：هردواب），是伊朗吉兰省阿姆拉什县中央區南阿姆拉什鄉的一个村。2006年人口普查顯示該村人口为291人，分佈在75个家庭中。